# Rachunek kosztów działań
Rachunek kosztów działań (ang. activity-based costing, ABC) – metoda pomiaru i analizy kosztów pośrednich (produkcyjnych i nieprodukcyjnych) pozwalająca na ich dokładniejsze przypisanie do obiektów kosztowych (wyrobów, usług, klientów, kanałów dystrybucji), polegająca na powiązaniu zużycia zasobów z działaniami oraz działań z obiektami kosztowymi na podstawie stopnia ich wykorzystania. Rachunek kosztów działań został zaprezentowany po raz pierwszy w 1987 roku przez profesorów Kaplana, Coopera i Johnsona z Uniwersytetu Harvarda w Stanach Zjednoczonych. Rachunek kosztów działań służy do dostarczania informacji do planowania, zarządzania, kontroli i kierowania przedsiębiorstwem w celu doskonalenia procesów, produktów i usług, eliminowania strat oraz osiągania operacyjnych i strategicznych celów przedsiębiorstwa.

## Zastosowanie rachunku kosztów działań

### Założenia rachunku ABC
1. koszty wyrażają wydatki ponoszone na pozyskiwanie różnych zasobów niezbędnych do działania przedsiębiorstwa
2. różne działania prowadzą do zużycia posiadanych zasobów
3. określona liczba działań jest wyrażona za pomocą odpowiedniej jednostki miary tego działania
4. każde przedsiębiorstwo jest zbiorem, serią procesów i działań
5. przyczyną procesów i działań przedsiębiorstwa są jej klienci
6. koszty w przedsiębiorstwie powstają na skutek realizacji procesów i działań
7. koszty są najpierw pogrupowane w przekroju działań, a następnie rozliczane na poszczególne produkty według jednostkowych kosztów przypadających na każdą jednostkę miary działania
8. działania są podejmowane w celu satysfakcjonowania, to jest zaspokojenia potrzeb klienta, co znaczy, że działania są zużywane przez obiekty kosztowe, takie jak produkty i usługi oraz klienci i kanały sprzedaży

### Etapy zastosowania metody ABC
Źródło: „Rachunek kosztów i rachunkowość zarządcza”, Redakcja naukowa Irena Sobańska, wydawnictwo C.H. Beck, Warszawa 2006, s. 430.

#### Etap I
Jest to najważniejszy etap wdrażania rachunku kosztów działań, determinujący zarówno kolejne fazy, jak i wynik kalkulacji. Informacje o kosztach w systemach finansowo-księgowych przedsiębiorstw są prezentowane w dwóch podstawowych wymiarach: rodzajowym (w podziale na płace, amortyzację, energię, materiały itp.) i podmiotowym (w przekroju zakładów, wydziałów, oddziałów, brygad itd.). W systemie rachunku kosztów działań informacje o kosztach muszą być zbierane w przekroju procesów i działań, a nie w przekroju rodzajów i podmiotów, dlatego należy przeorganizować informacje o kosztach z systemu finansowo-księgowego w ten sposób, by umożliwiły one przyjrzenie się kosztom firmy z perspektywy procesów i działań. Aby wyodrębnić procesy lub działania należy zastosować analizę procesów gospodarczych. Polega ona na systematycznym rozpatrywaniu czynności koniecznych do wykonania wyrobów lub usług. W wyniku tej analizy następuje zidentyfikowanie wszystkich działań, zarówno tych które zwiększają wartość wyrobu lub usługi dla klienta, jak też działań nieprzyczyniających się do wzrostu wartości. Identyfikacja działań kończy się utworzeniem słownika działań, wymieniającego i definiującego najważniejsze działania wykonywane w przedsiębiorstwie. Działania opisywane są za pomocą terminów oznaczających czynność, połączonych z określeniami.
Przykładowe wykonywane działania:
- kontakty z klientami
- zakup materiałów
- pozyskiwanie nowych zleceń
- przygotowanie produkcji
- wysyłka towarów
- ustawianie maszyn

#### Etap II
W tym etapie należy dokonać pomiaru kosztów według struktury wyodrębnionych działań. Koszty zasobów przyporządkowywane są do odpowiadających im działań w oparciu o nośniki kosztów wykorzystanych zasobów. Nośniki kosztów gromadzą odpowiednie koszty z tradycyjnego systemu kosztów i przypisują je do działań wykonywanych przez przedsiębiorstwo. Dzięki temu kadra kierownicza dowiaduje się, ile firma przeznacza środków pieniężnych na poszczególne działania (wysyłka towarów, zakup materiałów, planowanie produkcji itd.). Koszty w każdej wyodrębnionej puli powinny być funkcją jednorodnego działania i wprost proporcjonalne do poziomu tego działania. W przypadku, gdy koszty w danej puli byłyby zależne od nieskorelowanych ze sobą działań, część kosztów wchodzących w jej skład byłaby rozliczana na produkty w sposób subiektywny. Dotyczy to tej części kosztów, wywołanych przez działania, których nośniki nie zostały uwzględnione w rachunku kosztów ABC.

#### Etap III
Etap ten wiąże się z wyborem takich nośników (inaczej miar) poszczególnych działań, które są powiązane z faktycznym wykorzystaniem działania. Nośnik kosztów działania jest ilościowym wskaźnikiem efektów określonego działania. Kalkulacja kosztów działań może być prowadzona w oparciu o tyle podstaw rozliczenia, ile jest w przedsiębiorstwie rodzajów działań. Przy czym działania wywoływane przez te same zdarzenia mogą wykorzystywać te same nośniki kosztów. Wykorzystanie wielu podstaw rozliczenia kosztów pozwala na realne rozłożenie kosztów pośrednich na produkty i usługi. Zidentyfikowane nośniki kosztów umożliwiają dokładne określenie całkowitego kosztu produktu lub usługi w oparciu o określenie czynników powodujących te koszty. Nośniki kosztów łączą poniesione koszty z działaniami.
Miara konkretnego działania powinna:
- odzwierciedlać przyczynę powstania kosztów lub powinna być z nią skorelowana,
- odzwierciedlać zapotrzebowanie danego produktu w stosunku do pozostałych produktów na dane działania,
- być zrozumiała i łatwo mierzalna; dlatego należy:
  - ograniczyć liczbę nośników nietypowych
  - wybrać nośniki, które przyczynią się do poprawy działalności jednostki
  - wybrać takie nośniki, których pomiar będzie najmniej kosztochłonny.

Przykłady działań i nośników kosztów działań:
Źródło: „Rachunek kosztów i rachunkowość zarządcza”, Redakcja naukowa Irena Sobańska, wydawnictwo C.H. Beck, Warszawa 2006, s. 439.

#### Etap IV
Koszty działań rozliczane są na produkty na podstawie zapotrzebowania produktu na określony rodzaj działań, w oparciu o wiele podstaw rozliczenia. W przypadku występowania kosztów rodzajowych, z których korzysta kilka lub kilkanaście działań, należy wybrać najefektywniejszy sposób przypisania takich kosztów do poszczególnych działań, na przykład:
- koszty zarządu – liczba godzin pracy
- ochrona – liczba pracowników ochrony
- czynsz – powierzchnia.

W celu ułatwienia sporządzanie sprawozdań finansowych kosztów, działaniom wyszczególnionym w przedsiębiorstwie przyporządkowywane są atrybuty – inaczej schematy kodów, związane z każdym z tych działań. Atrybutami, w zależności od zapotrzebowania, mogą być: kodowanie procesów gospodarczych, hierarchia kosztów, stopień zmienności kosztów działań, miejsce w którym działanie jest wykonywane. Przy zastosowaniu kodów działania grupowane mogą być w procesy, co umożliwia określenie ich kosztów.
Ustalenie kosztów jednostkowych produktów wymaga obliczenia stawki kosztów określonych działań i kosztów działań obciążających poszczególne rodzaje produktów. Aby obliczyć stawkę kosztów każdego z wyodrębnionych działań należy podzielić koszty każdego działania przez ilość jednostek nośnika kosztów każdego działania:
{\displaystyle stawka\ kosztow\ dzialania\ g={\frac {koszty\ dzialania\ g}{ilosc\ jednostek\ nosnika\ kosztow\ dzialania\ g}}}
Koszty danego działania obciążające dany produkt mogą być teraz obliczone jako iloczyn stawki kosztów działania i liczby jednostek nośnika kosztów danego działania, przypadających na wytworzenie danego produktu:
{\displaystyle koszty\ dzialania\ g\ na\ produkt={stawka\ kosztow\ g\times ilosc\ jednostek\ nosnika\ kosztow\ g}}
Kalkulacja kosztów produktu w systemie ABC:
Źródło: „Rachunek kosztów i rachunkowość zarządcza”, Redakcja naukowa Irena Sobańska, wydawnictwo C.H. Beck, Warszawa 2006, s. 440.
* W firmach usługowych zgodnie z normą ISO 9001:2015 oraz Koncepcją zarządzania procesowego (ang. BPMN) jako "Produkty" należy rozumieć Usługi oraz e-Usługi będące efektem realizowanych procesów biznesowych.

## Zalety i wady rachunku kosztów działań

### Cechy przedsiębiorstw, którym zalecany jest rachunek kosztów działań
1. produkcja jest złożona, wieloasortymentowa, wytwarzana w różnych seriach
2. koszty pośrednie wykazują wysoki i rosnący udział w kosztach całkowitych
3. produkty narażone są na silną konkurencję cenową
4. informacje kosztowe są bardzo często kwestionowane przez działy produkcyjne.

### Cechy prawidłowo wdrożonego rachunku ABC
1. stworzenie podstawy do kształtowania optymalnego programu produkcji
2. umożliwienie weryfikacji polityki cenowej przedsiębiorstwa
3. dostarczenie danych do ustalenia bardziej prawidłowych kosztów jednostkowych dla celów sprawozdawczych niż tradycyjny system rachunku kosztów
4. umożliwienie budżetowania kosztów procesów i działań
5. pozwolenie na poprawę jakości analiz rentowności produktów, czy kanałów dystrybucji.

### Zalety rachunku ABC
1. bardziej realistyczne ujęcie łańcucha kosztów – szczególnie w firmach wysokiej technologii, usługach publicznych i bankach, gdzie koszty pośrednie są proporcjonalnie znaczne
2. dokładnie wskazuje koszty produktu – zmienne w długim czasie
3. rachunek ABC zakłada, że to działania, a nie produkty powodują koszty, zaś produkty ostatecznie koszty te absorbują,
4. dostarcza użytecznych mierników działalności, finansowych i niefinansowych
5. zwraca uwagę na rzeczywiste zachowanie się kosztów i dokładnie wykazuje działania niedodające wartości do produktu,
6. kładzie duży nacisk na różnorodność i kompleksowość współczesnej produkcji, poprzez stosowanie transakcyjnych czynników kosztotwórczych, niebazujących bezpośrednio na objętości produkcji
7. jest elastyczny na tyle, aby odnosić koszty nie tylko na produkty, ale również na inne obiekty kalkulacji, na przykład procesy, segmenty rynku, klientów i obszary odpowiedzialności
8. w obszarze kosztów stałych umożliwia najbardziej dokładną analizę przyczyn powstawania kosztów stałych

### Problemy związane z wdrożeniem rachunku kosztów działań
Wdrożenie rachunku ABC nie jest łatwe, ponieważ ignoruje on strukturę funkcjonalną przedsiębiorstwa, czyli piony, wydziały, oddziały i skupia się na procesach gospodarczych i działaniach. Dlatego wdrożenie rachunku oznacza nie tylko zmianę metody kalkulacji kosztów produktów, ale też może pociągnąć za sobą zmiany w strukturze organizacyjnej firmy, zmiany w obiegu dokumentów i zmiany w organizacji procesu produkcyjnego oraz w ewidencji kosztów:
1. trudności z gromadzeniem danych w nowych przekrojach, czyli w przekroju działań, a nie wydziałów, oddziałów i brygad
2. prawidłowe wyodrębnienie procesów i działań powodujących koszty pośrednie oraz określenie nośników kosztów działań
3. konieczność zaangażowania w prace wdrożeniowe kadry kierowniczej z podmiotów produkcji podstawowej, pomocniczej, działów zaopatrzenia, księgowości itd.
4. brak odpowiednich programów komputerowych, z których mogą korzystać przedsiębiorstwa
5. przyporządkowanie kosztów zmiennych wspólnych dla całej grupy produktów poszczególnym produktom (dotyczy to na przykład kosztów przezbrojeń i nowych technologii).